# Meridian (Stargate SG-1)
Meridian (Meridiano) es el vigésimo primer episodio de la quinta temporada de la serie de televisión de ciencia ficción Stargate SG-1, y el centésimo noveno de toda la serie.

## Trama
El SG-1 regresa rápidamente de otro planeta, alertando que Daniel fue expuesto a una mortal dosis de radiación, por lo que él camina directo a la enfermería.
Más adelante, el equipo le explica al General Hammond lo que sucedió. 
El SG-1 visitaba Langara, un mundo donde 3 superpotencias antagónicas entre sí, estaban un estado de guerra fría. Unas de ellas, Kelowna, fue la que descubrió el Portal. El equipo es recibido y guiado por Jonas Quinn, consejero del Alto Ministro de Kelowna. Jonas le muestra al SG-1 un importante y secreto proyecto que está supervisando, y que consiste en crear un arma nuclear a base de un isótopo radiactivo llamado Naquadriah, lo cual resulta muy difícil, al ser esta variante del Naquadah más poderosa e inestable que todos los demás elementos conocidos.
Luego, en la enfermería, O'Neill visita a Daniel, quien le explica que debido a la radiación él comenzara a morir dentro de las próximas 15 horas, y que no hay cura. O'Neill entonces le dice que los Asgard o los Tok'ra pueden ayudarlo, pero Daniel se niega a ello, diciendo que su vida no es más importante que otras. Cuando O'Neill le pregunta lo que pasó, Daniel solo dice hubo un accidente y que los científicos lo culparon a él.
Hammond habla con Jack, informándole que no han podido contactar a ninguno de sus aliados. Después, Carter le comenta al Coronel que el Naquadria es tan poderoso que podría ser la clave para desarrollar tecnologías de Hiperespacio y escudos. Debido a esto, Hammond decide enviar por medio del Coronel O'Neill, una carta a los Kelownans disculpándose y solicitando comerciar por Naquadria. En Langara, O'Neill pide a Jonas que diga que Daniel no saboteo nada, pero él responde que si bien sabe la verdad, el revelarla significaría la cancelación del "proyecto Naquadria", que es de vital importancia para la supervivencia de Kelowna.
En la Tierra, Carter intenta usar un dispositivo sanador manual Goa'uld para ayudar a Daniel, pero solo le causa dolor. Mientras los doctores intentan estabilizar a Jackson, éste cae en una clase de sueño, apareciendo en la sala del Portal, donde habla con una mujer.
Luego de recibir una visita de O'Neill, en la cual éste le confiesa que no dejara que lo difamen de saboteador porque lo respeta y admira, Daniel regresa a su "sueño" y descubre que la mujer de allí es Oma Desala. Ella le ofrece "ascender", pero para ello Daniel deberá atravesar un largo camino, tratando de entender las frases de Oma.
En tanto, Jonas llega al SGC e informa que luego de ver lo destructivo que podía ser la bomba de Naquadria, decidió confesar la verdad de lo ocurrido a su gobierno, para después desertar y llevarse consigo una pequeña cantidad de Naquadria. Resulta pues que mientras observaban un experimento con el Naquadriah, la prueba comenzó a ir mal y la radiación del elemento empezó a aumentar, hasta derretir el contenedor. Todos los científicos huyeron, pero Daniel salto por la ventana y quitó el isótopo con sus manos desprotegidas, exponiéndose a la radiación para evitar una catástrofe.
Entre tanto, durante las conversaciones con Oma, Daniel confiesa que siente que su vida ha sido totalmente inútil. Oma Desala le dice que para ascender, uno debe considerarse digno de ello, a lo que Daniel responde que entonces tiene un gran obstáculo. Sin embargo, Carter y Teal'c lo interrumpen expresándole el efecto que tuvo él en sus vidas y las del resto. Daniel termina aceptando que aunque siente que no logró marcar una gran diferencia, si lo hizo en menor medida.
En ese momento, Jacob/Selmak llega a la base y empieza a curar a Daniel con el dispositivo Goa'uld, por lo que Daniel decide intervenir, transportando a Jack a su sueño para explicarle que ha decidido "irse", es decir, ascender. O'Neill entonces detiene a Jacob, y Daniel deja emitir signos vitales. Pronto, asciende, transformándose su cuerpo en algún tipo de energía, frente al asombro de todos.

## Artistas invitados
- Corin Nemec como Jonas Quinn.
- Carmen Argenziano como Jacob Carter/Selmak
- Mel Harris como Oma Desala.
- Teryl Rothery como la Dra. Fraiser.
- Gary Jones como Walter Harriman.
- David Hurtubise como Tomis Lee.[1]
- Kevin McCrae como científico.[1]